# L'Homme qui revient de loin (roman)
Pour les articles homonymes, voir L'Homme qui revient de loin (homonymie).
Ne doit pas être confondu avec Celui qui revenait de loin.
L'Homme qui revient de loin est un roman de Gaston Leroux, paru en 1916.

## Historique
Après sa parution en feuilleton sous le titre Le Monsieur qui vient de loin dans huit numéros du magazine mensuel Je sais tout de juin 1916 à janvier 1917, le roman est repris en volume sous son titre actuel en décembre 1917 chez Pierre Lafitte.
En juin 1924, Gaston Leroux reprend le texte et en donne une version légèrement augmentée qui paraît dans deux numéros du Dimanche illustré.

## Adaptations
Au cinéma
- 1917 : L'Homme qui revient de loin, film muet français de Gaston Ravel, avec René Navarre
- 1950 : L'Homme qui revient de loin, film français de Jean Castanier, avec Annabella, Paul Bertrand, Maria Casarès et Daniel Lecourtois

À la télévision
- 1972 : L'Homme qui revient de loin, série télévisée française de Michel Wyn, avec Alexandra Stewart, Louis Velle, Marie-Hélène Breillat, Michel Vitold et Pierre Leproux